# Gabriela Mosqueira
Gabriela Mosqueira Benitez, född 5 april 1990, är en paraguayansk roddare.
Mosqueira tävlade för Paraguay vid olympiska sommarspelen 2012 i London, där hon slutade på 20:e plats i singelsculler.
Vid olympiska sommarspelen 2016 i Rio de Janeiro slutade Mosqueira på 19:e plats i singelsculler.